# Viktoria Dönicke
Viktoria Dönicke (* 6. März 1999 in Merseburg) ist eine deutsche Bobfahrerin und ehemalige Leichtathletin.

## Karriere

### Karriere als Leichtathletin
Viktoria Dönicke begann ihre Leichtathletik-Karriere in der sachsen-anhaltischen Stadt Braunsbedra beim SV Braunsbedra und wechselte später zum LV 90 Erzgebirge, wo sie von Jörg Möckel trainiert wurde. Im Jahr 2015 nahm sie an den European Youth Olympic Festival in der georgischen Stadt Tiflis teil und belegte im 100-Meter-Lauf den fünften Platz. Ein Jahr später durfte sie erneut in Tiflis an den Start gehen, und zwar bei den Leichtathletik-U18-Europameisterschaften. Dabei schied sie bereits im Halbfinale aus.
Sie nahm für den DLV an den Leichtathletik-U20-Weltmeisterschaften 2018 in der finnischen Stadt Tampere teil und wurde in der 4-mal-100-Meter-Staffel eingesetzt. Gemeinsam mit Corinna Schwab, Sophia Junk und Denise Uphoff gewannen sie vor den Staffeln aus Irland und Großbritannien die Goldmedaille. Die Staffel wurde später von der Stiftung Deutsche Sporthilfe als Juniormannschaft des Jahres geehrt. Nach der Teilnahme an den Weltmeisterschaften nahm sie zudem erstmals an den deutschen Leichtathletik-Meisterschaften teil und kam dabei im 100-Meter-Lauf am 21. Juli 2018 in Nürnberg nicht über den Vorlauf hinaus. Bei den deutschen Jugendmeisterschaften in Rostock gewann sie in 12,14 Sekunden die Bronzemedaille über die 100 Meter.
Am 19. Januar 2019 stellte sie bei den sächsischen Hallenmeisterschaften in Chemnitz im 60-Meter-Finale mit 7,36 Sekunden eine neue persönliche Bestleistung auf und nahm am 16. Februar 2019 in Leipzig an den deutschen Hallenmeisterschaften teil und erreichte über die 60 Meter das Finale. Dort belegte sie den sechsten Platz. Am 1. Juni 2019 konnte sie in Jena beim Sparkassenmeeting mit 11,69 Sekunden eine neue persönliche Bestzeit im 100-Meter-Lauf aufstellen. Vom DLV wurde sie für die Europaspiele 2019 in Minsk nominiert, wo sie als Teil des deutschen Teams in der Mannschaftswertung die Bronzemedaille gewann. Bei den deutschen Leichtathletik-Meisterschaften am 3. August 2019 im Berliner Olympiastadion im 100-Meter-Lauf nicht über das Halbfinale hinaus. Zudem startete sie bei den deutschen Polizeimeisterschaften im Jahnstadion in Göttingen und konnte sich dabei in 12,22 Sekunden die Bronzemedaille sichern.

### Karriere als Bobfahrerin
Zur Saison 2019/20 wechselte Viktoria Dönicke von der Leichtathletik zum Bobsport und verließ den LV 90 Erzgebirge. Sie schloss sich dem BSC Sachsen Oberbärenburg an und gehört seitdem zum Team von Kim Kalicki. Bei der deutschen Anschubmeisterschaft gewannen Viktoria Dönicke und Kim Kalicki die Bronzemedaille. Ihren ersten Wettkampf als Anschieberin absolvierte sie bei den deutschen Meisterschaften, welche in der erzgebirgischen Gemeinde Altenberg. Dort sicherte sie sich gemeinsam mit Kim Kalicki hinter den Bob von Laura Nolte und vor dem Bob von Stephanie Schneider die Silbermedaille.
Ihren ersten internationalen Wettkampf absolvierte Viktoria Dönicke im Bob-Europacup 2019/20 als Anschieberin von Laura Nolte. In der Veltins-Eisarena in Winterberg belegten die beiden am 15. Dezember 2020 hinter den Bob von Anna Köhler und vor dem Bob von Andreea Grecu den zweiten Platz. Als Anschieberin von Kim Kalicki absolvierte sie am 31. Januar 2020 ihren ersten Wettkampf auf dem Olympia Eiskanal Igls in Innsbruck. Dort sicherten sie sich vor dem russischen Bob von Ljubow Tschernych und den rumänischen Bob von Andreea Grecu den Sieg im Europa-Cup und wurden dadurch Junioren-Europameisterinnen in der U23-Wertung. In der „normalen“ Wertung, bei welcher Starterinnen bis 26 Jahre gewertet werden, wurden sie nicht gewertet. In dieser Wertung siegten die hinter ihnen platzieren Russinnen.

## Bestleistungen
- 060-Meter-Lauf: 07,36 Sekunden in  Chemnitz
- 100-Meter-Lauf: 11,69 Sekunden in  Jena

## Erfolge

### Leichtathletik
- Leichtathletik-U20-Weltmeisterschaften 2018:  4-mal-100-Meter-Staffel
- Europaspiele 2019:  Mannschaftswertung

### Bobsport
| Nr. | Datum           | Ort       | Bahn                  | Pilotin     |
| --- | --------------- | --------- | --------------------- | ----------- |
| 1.  | 31. Januar 2020 | Innsbruck | Olympia Eiskanal Igls | Kim Kalicki |